# Sancho VI de Navarra
Sancho VI de Navarra, el Sabio (c. 1133-Pamplona, 27 de junio de 1194) fue rey de Pamplona y Navarra (1150-1194). Hijo de García Ramírez el Restaurador y de su primera esposa Margarita de l'Aigle. Se casó con Sancha de Castilla y ambos fueron padres de Sancho VII de Navarra. El suyo fue uno de los reinados más largos del reino (44 años).
Su reinado se caracterizó por los constantes enfrentamientos con Castilla y Aragón. Sus principales logros fueron estabilizar el Reino y afianzar su dinastía en el trono navarro. Asimismo, realizó importantes obras arquitectónicas y fundó numerosos monasterios cistercienses.
Fue también el primero en abandonar definitivamente el título de Rey de Pamplona para adoptar oficialmente el de Rey de Navarra (Navarre rex) (1162) aunque algunos años antes ya se venía empleando en otros documentos no oficiales. El cambio era sustantivo porque dejaba de ser el rey de un grupo privilegiado de personas y asumía un dominio sobre un territorio «concebido como un marco en el que se organizaban diversos grupos sociales».

## Biografía
Hijo de García Ramírez de Pamplona y de Margarita de l’Aigle, noble normanda y primera esposa de García, sus abuelos paternos eran el infante Ramiro Garcés y Cristina Rodríguez, hija de Rodrigo Díaz de Vivar, el Cid mientras que los maternos eran Gilberto, señor de l’Aigle, casado con Juliana de Perche, hermana del conde Rotrou III de Perche.

### Herencia incómoda (1150-1162)

El Reino de Navarra Sancho VI el Sabio (1154-1194).
Reino de Navarra
Territorio ganado con carácter permanente (1198-1200)
Primeros dominios en Ultrapuertos (a partir de 1189)
Penetración temporal
Reino de Artajona bajo Sancho III de Castilla —hijo del aún reinante Alfonso VII el Emperador— y su esposa Blanca Garcés de Pamplona (1153-1158)
Reino de Nájera
Reino de Castilla
Reino de Aragón

En 1150 heredó de su padre un reino recién escindido de Aragón, apoyado en un vasallaje a Castilla por lo que mantenía una situación delicada. Su limitada soberanía estaba siendo acosada tanto por el emperador Alfonso VII, rey de León y de Castilla, como por Ramón Berenguer IV, conde de Barcelona y príncipe (regente) de Aragón. Estos dos soberanos acordaron en 1140 repartirse el reino de Pamplona mediante el Tratado de Carrión. Además, Roma no le reconocía como rey, ya que, según el testamento de Alfonso I, el reino debía haber sido para las órdenes del Temple, del Hospital de San Juan de Jerusalén y del Santo Sepulcro de Jerusalén. Por ello, tanto a García Ramírez como a Sancho VI Roma los denominó Dux Pampilonensium o Dux Navarrorum (Duque de los Pamploneses o Duque de los Navarros). El título de duque era el que en la época se daba al caudillo o gobernante elegido por el pueblo.
Al intentar aproximarse a Ramón Berenguer IV, Alfonso VII reaccionó firmando con el conde el Tratado de Tudilén (27 de enero de 1151) por el que acordaban repartirse el territorio navarro. Tres días después, el rey Sancho renovó el vasallaje de su reino al emperador Alfonso y casó a su hermana Blanca con Sancho de Castilla, primogénito de Alfonso VII. Las medidas del monarca pamplonés solo sirvieron para dilatar un tanto los designios de los castellanos y aragoneses, que seguidamente continuaron la lucha hasta que a mediados de 1153, Sancho el Sabio y Alfonso VII firmaron en Soria la paz, que se afianzó con los desposorios de doña Sancha, hija del emperador con el rey navarro, que fue armado caballero por su futuro suegro. En mayo de 1157, se firmó un nuevo tratado (esta vez en Lérida) entre Alfonso y Ramón Berenguer para repartirse el reino de Sancho VI. El 21 de agosto de 1157 murió el emperador, dando un respiro al rey navarro. Sancho VI juró vasallaje al nuevo rey de Castilla, Sancho III, el 11 de noviembre del mismo año.
La repentina muerte de Sancho III el 31 de agosto de 1158 dejaba el trono castellano en manos de su único hijo, Alfonso VIII de tres años de edad. La lucha por la tutela del joven rey castellano entre la Casa de Lara y la Casa de Castro desestabilizó el reino vecino, dejándolo débil e indefenso. Sancho VI supo aprovechar esta oportunidad para librarse del molesto vasallaje.

### Renovación de la monarquía (1162-1169)
El 8 de agosto de 1162 murió Ramón Berenguer IV, dejando el reino de Aragón y el condado de Barcelona a su esposa, la reina Petronila, que abdicará en 1164 en Alfonso II, al cumplir los siete años de edad. Otro rey-niño dejaba a Sancho VI una casi total libertad para expandir su reino. Pactó una tregua de trece años con los tutores del rey aragonés para asegurar la frontera oriental y atacar Castilla.
Antes de empezar la campaña contra Castilla, se produjo un cambio simbólico significativo. Sancho VI dejó de titularse Pampilonensium Rex (Rey de los Pamploneses) para pasar a ser Rex Navarre (Rey de Navarra).
En otoño de 1162 Sancho VI atacó a Castilla por todos sus frentes, anexionándose parte de La Rioja.
En 1163 envió un ejército para ayudar al Rey Lobo, que luchaba contra los almohades.
Tras la etapa agresiva, pasó a una más diplomática. El 28 de enero de 1165 firmó con Fernando II de León el Tratado de Tudela, en octubre de 1167 pactó una tregua con Castilla y el 19 de diciembre de 1168 llegó a un acuerdo con Alfonso II de Aragón para repartirse las tierras conquistadas a los musulmanes.
El 11 de noviembre de 1169, Alfonso VIII de Castilla cumplió catorce años, por lo que se le declaró mayor de edad. Una vez asentado en el trono, la estabilidad volvió a reinar rápidamente en Castilla.
En junio de 1170 el rey de Castilla y el rey de Aragón, con la mediación de Enrique II de Inglaterra, acordaron en Sahagún ayudarse mutuamente contra cualquier enemigo, ratificaron el Tratado de Tudilén y, para sellar su alianza, se concertaron dos matrimonios: Alfonso VIII de Castilla se casaría con Leonor de Plantagenet, hija del rey de Inglaterra, y Alfonso II de Aragón esposaría a Sancha de Castilla, tía del rey de Castilla (cumpliendo con lo acordado en el Tratado de Lérida de 1157).
Este acercamiento entre Castilla y Aragón cercaba nuevamente a Navarra, a lo que se añadía la amistad con el rey de Inglaterra, a la sazón también duque de Aquitania y, por tanto, señor de las tierras al norte de Navarra. Sancho VI se encontraba totalmente cercado. Este hecho desestabilizó nuevamente el reino, y algunos barones (dueños de señoríos patrimoniales, que gobernaban pequeños territorios o formaban parte de la administración del reino) abandonaron a su rey, prestando sus servicios al rey castellano o al aragonés.
Alfonso VIII no tardó en recuperar las tierras perdidas en 1162. Las primeras campañas castellanas comenzaron en 1173. La primera fue en primavera. Queda constancia de la presencia del rey en Almazán el 27 de enero (otorgando unas heredades). En un documento del 31 de julio se hace constar el paso de la expedición que regresaba de Navarra por Enciso. Una segunda expedición, mayor que la primera, se organizó para partir en otoño. Salió hacia el reino de Sancho VI en septiembre, llegando hasta Pamplona el 23 de octubre. El 10 de diciembre el ejército ya había regresado y se encontraba en Burgos.

### Por una paz estable (1170-1179)
A finales de la primavera de 1174 se organizó una nueva campaña, en esta ocasión atacaron conjuntamente los ejércitos de Castilla y Aragón. En julio, el rey aragonés tomó y destruyó el castillo de Milagro. Por su parte, el rey castellano venció al ejército navarro y cercó el castillo de Leguin (cerca de Urroz-Villa), en el que se encontraba el propio Sancho VI, quien finalmente pudo escapar. El 15 de agosto la expedición castellana había vuelto a Burgos.
En 1175 y 1176 hubo dos expediciones más. La primera, en verano, volvió a unir las fuerzas de Castilla y Aragón. En la segunda, también en verano, sólo participaron tropas castellanas, llegando a tomar el castillo de Leguin (clave en el sistema de reductos para la defensa de Pamplona). Este hecho forzó el armisticio.
Sancho VI y Alfonso VIII decidieron poner fin a la contienda el 25 de agosto del mismo año con una tregua de siete años y solicitar el arbitraje del Rey de Inglaterra, suegro del rey castellano, para resolver sus diferencias. El 16 de marzo de 1177 se dictó sentencia. Ambos reyes debían devolver las conquistas hechas durante el reinado de Alfonso VIII, es decir, regresar a las fronteras de 1158, no a las anteriores, producto de las conquistas del castellano a los navarros. Así, Sancho VI tuvo que devolver Logroño, Navarrete, Entrena y Ausejo, recuperando Portilla y los castillos de Leguín (Izagaondoa) y de Don Godín (posiblemente la actual Lapuebla de Labarca). Además, el rey Alfonso debía pagar anualmente a Sancho 3000 maravedíes durante diez años.
Por lo tanto, Castilla veía reconocido su dominio sobre La Rioja y Vizcaya, y Navarra el suyo sobre Álava, Guipúzcoa y el Duranguesado. Como el rey Sabio no quedó satisfecho con esta sentencia, fue preciso un nuevo acuerdo entre Castilla y Aragón para repartirse Navarra —el Tratado de Cazola del 20 de marzo de 1179— para que Sancho VI se resignara a aceptar lo dispuesto en Westminster. A partir de ese momento, Navarra vivió bajo la presión de dos temibles vecinos, Aragón por el este y Castilla por el oeste (a la que se sumaría Francia por el norte con el tiempo). De hecho, no tuvieron que pasar muchos años para que en 1200 el reino pirenaico perdiera todo lo que le habían reconocido en el laudo de Westminster, esto es, Álava, Guipúzcoa y el Duranguesado, que pasaron a manos de Castilla.
El 15 de abril de 1179 los reyes de Navarra y Castilla se reunieron entre Nájera y Logroño para firmar un tratado de paz, con la intención de definir claramente sus fronteras y resolver los conflictos por su delimitación. Un hecho significativo es la exclusión en el documento de cualquier referencia al vasallaje de Navarra con Castilla, que de facto había desaparecido tras la muerte de Sancho III de Castilla. Tras ello, se devolvieron mutuamente las plazas conquistadas.

### Reorganización social y geográfica del reino (1179-1194)
Durante la década de 1180, periodo de escasa actividad en política exterior, el rey dedicó sus esfuerzos a la reordenación de la política interior. Destaca la elaboración de un censo para mejorar la recaudación de impuestos. También concedió fueros a varias ciudades y fomentó el comercio.
El 7 de septiembre de 1190, Sancho y Alfonso II de Aragón (que se había distanciado de Alfonso VIII de Castilla) firmaron en Borja un pacto de amistad y ayuda mutua en caso de un ataque de Alfonso VIII. En julio de 1191 los reyes navarro y aragonés volvieron a reunirse, esta vez en Tarazona, para reafirmar la amistad entre ambos. Sin embargo, siempre tratando de evitar compromisos irreversibles contra el reino castellano, Sancho no llegó a formar parte de la Liga de Huesca (formada por Alfonso II de Aragón, Alfonso IX de León y Sancho I de Portugal) contra Alfonso VIII de Castilla.
Por el norte, la débil situación en Gascuña propició probablemente la expansión hacia las Tierras de Ultrapuertos. En 1189 la tierra de Cisa reconocía a Sancho como su soberano y para 1191 ya se habían construido los castillos de San Juan de Pie de Puerto y de Rocabruna. La boda entre Berenguela y Ricardo Corazón de León (12 de mayo de 1191) y la participación decidida del infante Sancho, futuro rey, en los conflictos de Gascuña para defender los intereses de su cuñado cautivo favorecieron una presencia que paulatinamente se acrecentará y arraigará hasta el primer tercio del siglo XVI.
Sancho VI falleció el 27 de junio de 1194 y recibió sepultura en la catedral de Pamplona.

## Fundaciones
- En 1151[6] (o, según otros autores, en 1161)[4] fundó Treviño, capital del condado del mismo nombre, que en 1190 pasó a poder de Alfonso VIII.
- En 1164 constituyó como villa y dio fuero a Laguardia, en la cual existía un castillo fundado por Sancho Garcés I de Pamplona en 908.
- En 1172 concedió el fuero de Laguardia a San Vicente de la Sonsierra.
- En 1180 concedió fuero de villa a San Sebastián.
- En 1181 fundó la villa de Nueva Victoria (actual Vitoria) sobre la colina que ocupaba el primitivo poblado de Gasteiz.[7]
- En 1182 otorga Fueros a las villas fortificadas de Antoñana y Bernedo en Álava
- En 1184 el rey Sancho VI el Sabio fundó, junto a la aldea de Atarrabia, la villa de Villava (“Villa noua”), otorgando a sus habitantes el mismo fuero que disfrutaban los habitantes del burgo nuevo de San Nicolás de Pamplona. Teobaldo II, poco después de subir al trono en 1254 confirmó sus fueros.

## Matrimonio y descendencia
El 2 de junio de 1157 se casó en Carrión de los Condes (Palencia) con Sancha de Castilla, hija del rey Alfonso VII de León y su primera esposa, Berenguela de Barcelona. Tuvieron seis hijos:
- Berenguela (ca. 1165-1230), casada en 1191 con Ricardo Corazón de León, rey de Inglaterra.
- Sancho VII el Fuerte (1170-1234), rey de Navarra (1194-1234).
- Blanca (1177-1229), casada con el conde Teobaldo III de Champaña, madre del rey Teobaldo I de Navarra. Sus descendientes se convertirán en el siglo XIII en reyes de Navarra.
- Fernando (m. 1207), enterrado posiblemente en el Panteón Real de Las Huelgas (Burgos).[8]
- Teresa
- Constanza, que aún vivía en 1197 cuando su hermano el rey Sancho, a instancias suya, donó Elcorri en Aranaz al monasterio de Santa María la Real de Iranzu. Recibió sepultura en el monasterio cisterciense que sus padres fundaron en Marcilla.[9]

| Predecesor: García IV Ramírez | Rey de Pamplona 1150-1162 | Sucesor: Cambia el título |
| Predecesor: Nuevo título      | Rey de Navarra 1162-1194  | Sucesor: Sancho VII       |